# 小松屋 (酒田市の菓子店)
小松屋（こまつや）は、山形県酒田市にある天保3年（1832年）創業の菓子店。屋号は「御菓子司小松屋（おかしつかさこまつや）」。青海苔を用いた「呉竹最中（くれたけもなか）」、「呉竹羊羹（くれたけようかん）」は、山形県を代表する菓子の1つとして知られる。

## 歴史
1832年（天保3年）に創業。
1953年（昭和28年）に法人化した。
本店のほかに酒田市内に2店舗、庄内町に1店舗を展開していた。

## 倒産と再建
2019年9月3日付けで、株式会社小松屋は山形地方裁判所酒田支部より破産手続の開始決定を受け倒産した。事件番号は令和1年（フ）第50号。負債総額は2019年7月時点で1億6000万円を超える見込みであった。当時の酒田市長・丸山至は2019年8月8日に行われた市長定例記者会見において記者から小松屋の事業停止についてコメントを求められた際に「残念。呉竹最中がもう食べられないと思うとがっかりする。」と答え、市職員だった時は仕事帰りに小松屋の菓子を買うのを楽しみにしていたことや、小松屋の雛菓子をロシアのエルミタージュ美術館へ持っていった思い出を語り、観光への影響もあると予想した。
事業停止後も呉竹羊羹の復活を願う声は多く、2023年5月に店舗老朽化のために閉店したバー「ケルン」と共に仮設機材工業（酒田市）の提案で一体型店舗として2023年12月に再建された。なお、再建にあたってはクラウドファンディングで約280万円を集め、店舗の設備費などに充てている。再建された店舗は、創業者の名前から「小松屋又三郎」の店名となっている。

## 呉竹最中・呉竹羊羹
「呉竹」の名称は宮内省侍従長・東久世通禧が小松屋の羊羮を詠んだ和歌「沖津藻をとりあわせたるくれ竹の緑の色は千代とかわらじ」にちなむものである。
呉竹最中
白餡に青海苔を練りこんだ翡翠色の餡を竹の節を模した皮で包んだ最中。
呉竹羊羹
白インゲン豆に青海苔を練りこんだ濃い緑色の羊羹。
- 明治天皇が酒田を行啓した際に、茶菓子として出された[8]。
- 正岡子規が「青幽なる色調、気品のある風味類なし」と絶賛したとされる[1][7]。
- 竹久夢二の文章の一節に登場する[1][8]。